# Singvogel
Singvogel er et dansk rockband der blev dannet i december 2001 af klarinettisten og elorgelspilleren Lotte Maxild og tekstforfatter, sanger og guitarist Andreas Hansen, der begge kom fra en fortid i det århusianske band Vildensky. Efter cirka et halvt år startede bandet, der i mellemtiden var blevet udvidet med Jens Balder på trækbasun og Jørgen Holm på trommer, et samarbejde med den århusianske poet Peter Laugesen, og dette resulterede i debutalbummet Hotellet Brænder.
På debutalbummet deltog Peter Laugesen på fire af de i alt syv numre, på gruppens anden udgivelse, Apparatets Skygge, er hans karakteristiske stemme at høre på alle numre.
I 2013 blev gruppen udvidet med Rikke Alminde på monosyntheziser og Emil Brahe på elektrisk mandolin. Denne besætning kan høres på albummet OH BOY.

## Diskografi[2]
- Peter Laugesen & Singvogel: Hotellet Brænder, 2003
- Peter Laugesen & Singvogel: Apparatets skygge, 2005
- Singvogel: Doktors Dosis, 2006
- Singvogel: Disneyexorcist, 2010
- Peter Laugesen & Singvogel: Den Her Planet Glemmer Vi Aldrig, 2011
- Singvogel: OH BOY, 2015
- Singvogel: Uh ulvehånd, 2018
- Singvogel: Glammer, 2023